# 邵
邵（しょう）は、漢姓の一つ。

## 中国
2020年の中華人民共和国の第7回全国人口調査（国勢調査）に基づく姓氏統計によると中国で90番目に多い姓であり、275.59万人がいる。一方、台湾の2018年の統計では第100位で、15,783人がいる。

### 著名な人物
- 邵騒 - 秦末の政治家。
- 邵雍 - 北宋の儒学者。
- 孝恵太后 - 明の成化帝の妃嬪で嘉靖帝の祖母。
- 邵友濂 - 清末の官僚・外交官。

## 朝鮮の姓
邵（ソ）は、朝鮮人の姓の一つである。
元々は中国の氏姓で西周の召公の後裔として知られている。

### 著名な人物
- 邵光賓 - 召公の子孫。

### 氏族
| 氏族（本貫） | 始祖   | 人数（2015年） |
| ------------ | ------ | -------------- |
| 慶州邵氏     |        | 17             |
| 西独邵氏     |        | 10             |
| 西蜀邵氏     |        | 128            |
| 蘇州邵氏     |        | 43             |
| 沃溝邵氏     |        | 13             |
| 益山邵氏     |        | 317            |
| 平山邵氏     | 邵光賓 | 670            |
| 平壌邵氏     |        | 5              |
| 平州邵氏     |        | 20             |
| 興南邵氏     |        | 16             |
| 興林邵氏     |        | 6              |

### 人口と割合
京畿道一帯と済州島に比較的多い。
| 年度   | 人口    | 世帯数  | 順位         | 割合 |
| ------ | ------- | ------- | ------------ | ---- |
| 1960年 | 569人   |         | 258姓中149位 |      |
| 1985年 |         | 514世帯 | 274姓中139位 |      |
| 2000年 |         |         |              |      |
| 2015年 | 1,309人 |         |              |      |